# Чешуехвостник
Чешуехво́стник (лат. Pholiúrus, от др.-греч. φολίς — чешуя и οὐρά — хвост) — монотипный род травянистых растений семейства Злаки (Poaceae). Включает единственный вид — Чешуехвостник панно́нский, или Чешуехвостник венге́рский (Pholiurus pannónicus).

## Ботаническое описание
Дерновинное однолетнее травянистое растение, (6) 8—30 (35) см высотой. Стебли коленчато-восходящие или прямостоячие, одиночные или по нескольку выходят из пазух нижних листьев. Листья узколинейные, плоские, гладкие, сверху с полукруглыми рёбрами; влагалища листьев замкнутые; язычок острый, 3—4 мм длиной.
Общее соцветие — прямой, очень узкий, цилиндрический колос, 4—13 см длиной, с распадающейся на членики, извилистой осью. Колоски двуцветковые, сидячие, зелёные, голые, сжатые с боков, расположены на оси колоса по одному двурядно, опадают при плодах целиком по слабо выраженным сочленениям у своего основания. Колосковые чешуи две, кожистые, ланцетные, острые, 5—7 мм длиной, с 7 жилками; нижняя цветковая чешуя ланцетная, перепончатая, заострённая, безостая. Пестик с двумя, почти сидячими, перистыми рыльцами. Плод — свободная, продолговато-линейная зерновка.
Цветение в июле—августе, плодоношение в августе—сентябре. Хромосомное число 2n = 14.

## Охрана
Вид внесён в Красные книги некоторых субъектов России: Воронежской области (охраняется на территории памятника природы «Хреновская степь»), Самарской области (памятники природы «Майтуганские солонцы» и «Красноармейский сосняк»).

## Синонимы вида
- Lepturus pannonicus (Host) Kunth
- Ophiuros pannonicus (Host) P.Beauv.
- Rottboellia biflora Roth
- Rottboellia pannonica Hostbasionym
- Rottboellia salina Kit. ex Spreng.
- Rottboellia salsa Fisch. ex Roem. & Schult.